# Провоторов, Александр Николаевич
Александр Николаевич Провоторов (род. 11 ноября 1959 года) — российский скульптор, член-корреспондент РАХ (2021).

## Биография
Родился 11 ноября 1959 года.
В 1990 году — окончил факультет скульптуры Московского государственного художественного института имени В. И. Сурикова, с 1991 по 1994 годы — учился в Творческой мастерской скульптуры Российской академии художеств под руководством В. Е. Цигаля.
С 1995 года — помощник руководителя Творческой мастерской скульптуры РАХ в Москве.
В 2021 году — избран членом-корреспондентом Российской академии художеств от Отделения скульптуры.

## Творческая деятельность
Основные произведения
- работы в области монументальной скульптуры: барельеф Святой Екатерины для Храма Христа Спасителя в Москве (1997, совместно с И. Пономаревым), рельеф и клейма для раки святого князя Даниила Московского в Свято-Даниловом монастыре (2001), памятник преподобному Сергию Радонежскому в (2017) и мемориальная доска Патриарху Московскому и всея Руси Тихону (2018) в Пушкино, памятник купцу Арсению Морозову в Ногинске (2020);
- работы в области станковой скульптуры: композиции «Рыбак» (1997), «Суворов» (1998), «Царь Давид» (2010).